# 스가타 산시로
《스가타 산시로》(일본어: 姿三四郎)는 도미다 쓰네오(富田常雄)의 원작 소설을 기반으로 만들어진 모험, 드라마 영화이다. 1943년 구로자와 아키라 감독을 비롯하여 여러차례 제작되었다.

## 출연

### 주연
- 오코치 덴지로
- 후지타 스스무

### 조연
- 토도로키 유키코
- 츠키가타 료노스케
- 시무라 타카시
- 하나이 란코
- 아오야마 스기사쿠

## 기타
- 원작자: 토미타 츠네오
- 미술: 토즈카 마사오

## 같이 보기
- 세가타 산시로